# Thalaha Kataha
Thalaha Kataha – gaun wikas samiti we wschodniej części Nepalu w strefie Sagarmatha w dystrykcie Siraha. Według nepalskiego spisu powszechnego z 2001 roku liczył on 701 gospodarstw domowych i 4224 mieszkańców (2038 kobiet i 2186 mężczyzn).